# Estrilda melpoda
L'astrilde guancia arancio, nota anche come guanciarancio (Estrilda melpoda (Vieillot, 1817)) è un uccello passeriforme della famiglia degli Estrildidi.

## Descrizione

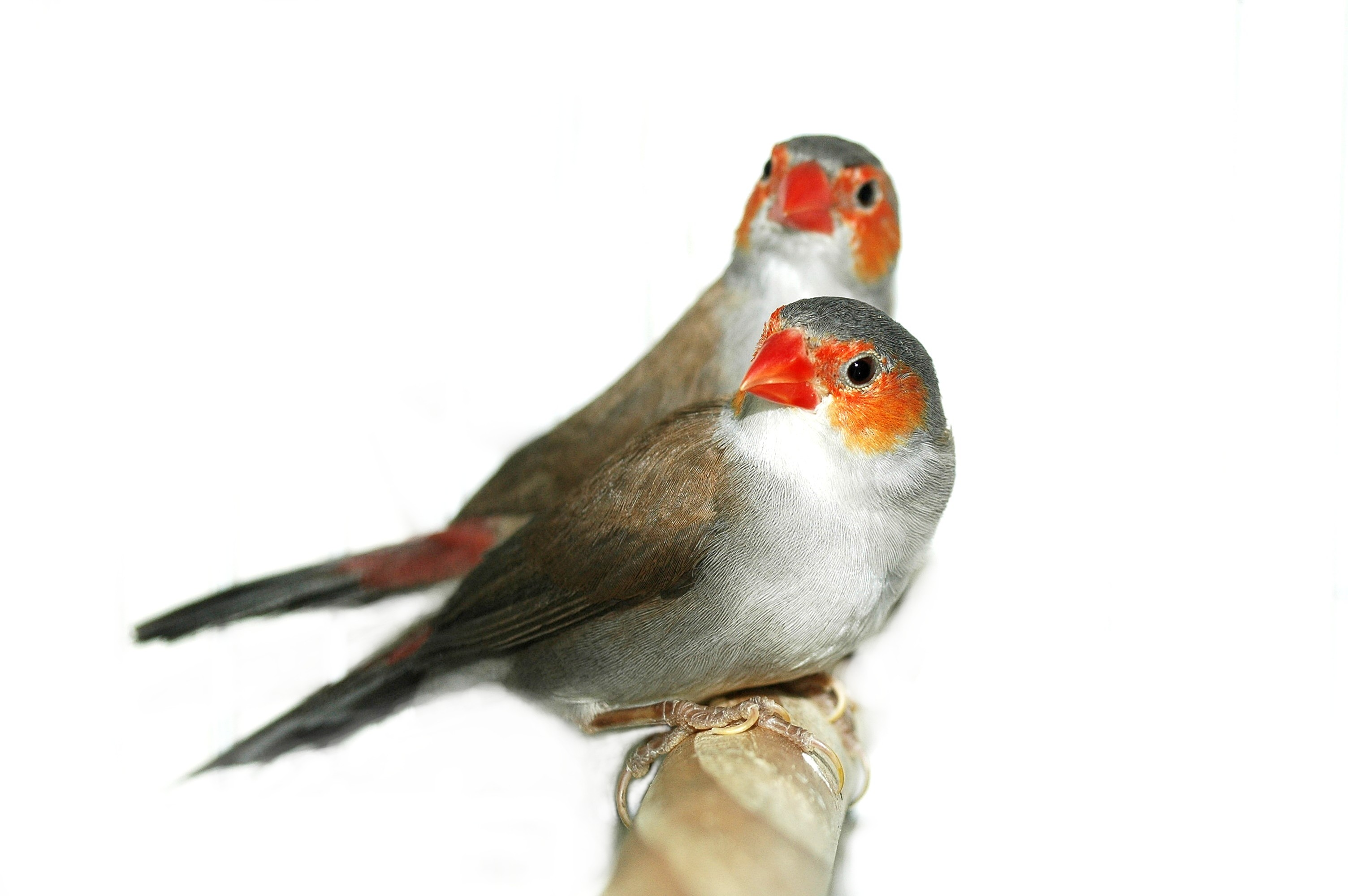
Coppia di guanciarancio: notare la maggiore estensione della macchia arancione nel maschio (in secondo piano).

### Dimensioni
Misura fino a 10 cm di lunghezza.

### Aspetto
Si tratta di un uccelletto dall'aspetto slanciato, munito di lunga coda ed ali corte e arrotondate, oltre che di un forte becco di forma conica.

Fronte, vertice, nuca e dorso sono di colore grigio topo, mentre le ali sono di colore olivastro, con tendenza a divenire bruno-nerastre in punta, colore questo che è il medesimo della coda: gola, petto e ventre sono invece di colore bianco, mentre il codione è rosso-arancio e attorno agli occhi è presente una chiazza di colore giallo-arancio la cui estensione è suscettibile di grande variabilità individuale, ma che in generale è maggiormente estesa nei maschi e dalla quale il guanciarancio prende il proprio nome comune. Il becco è di colore rosso, gli occhi sono bruno-nerastri e le zampe sono di colore carnicino.

## Biologia
I guanciarancio sono uccelli diurni molto vivaci, che tendono a muoversi in gruppi che arrivano a contare anche una sessantina di componenti, a volte associandosi a stormi di altre specie affini, come l'astrilde di Sant'Elena. Questi uccelli passano la maggior parte della giornata al suolo o fra l'erba alta alla ricerca di cibo, disperdendosi in aree circoscritte e tenendosi in contatto fra loro attraverso l'emissione continua di acuti richiami pigolanti; durante la notte, gli stormi si radunano in posatoi comuni fra i cespugli o i rami bassi degli alberi per riposare.

### Alimentazione
Si tratta di uccelli granivori che mangiano perlopiù semi di graminacee (principalmente delle piante dei generi Chloris e Urochloa), prediligendo quelli ancora immaturi, che vengono estratti direttamente dalle spighe con l'uccello che si appollaia direttamente sullo stelo. Il guanciarancio integra inoltre la propria dieta con alimenti di origine animale, come termiti, bruchi, ragni ed altri piccoli invertebrati.

### Riproduzione

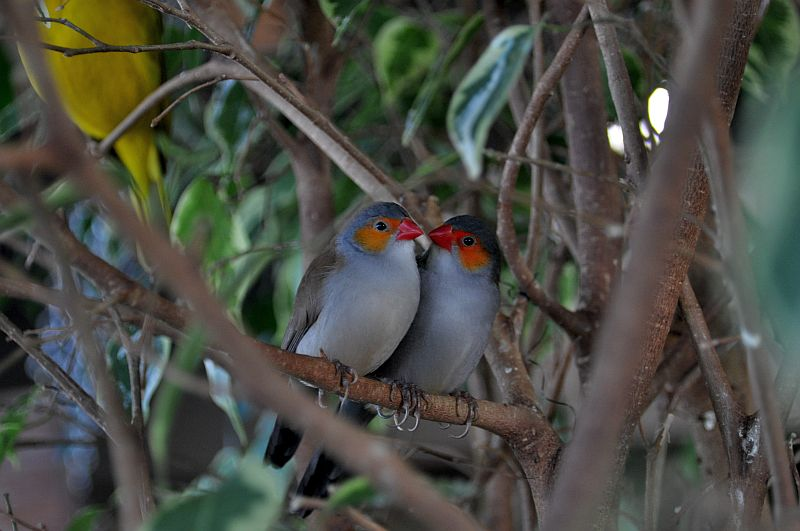
Una coppia di guanciarancio: come molti estrildidi, questi uccelli sono rigidamente monogami.

Il periodo riproduttivo cade durante la stagione delle piogge, in maniera tale da assicurare un'ampia scorta di cibo per i nascituri. Il maschio corteggia la femmina tenendo un filo d'erba nel becco, saltellandole attorno ed emettendo il proprio canto, finché essa segnala la propria disponibilità all'accoppiamento accovacciandosi e spostando lateralmente la coda.

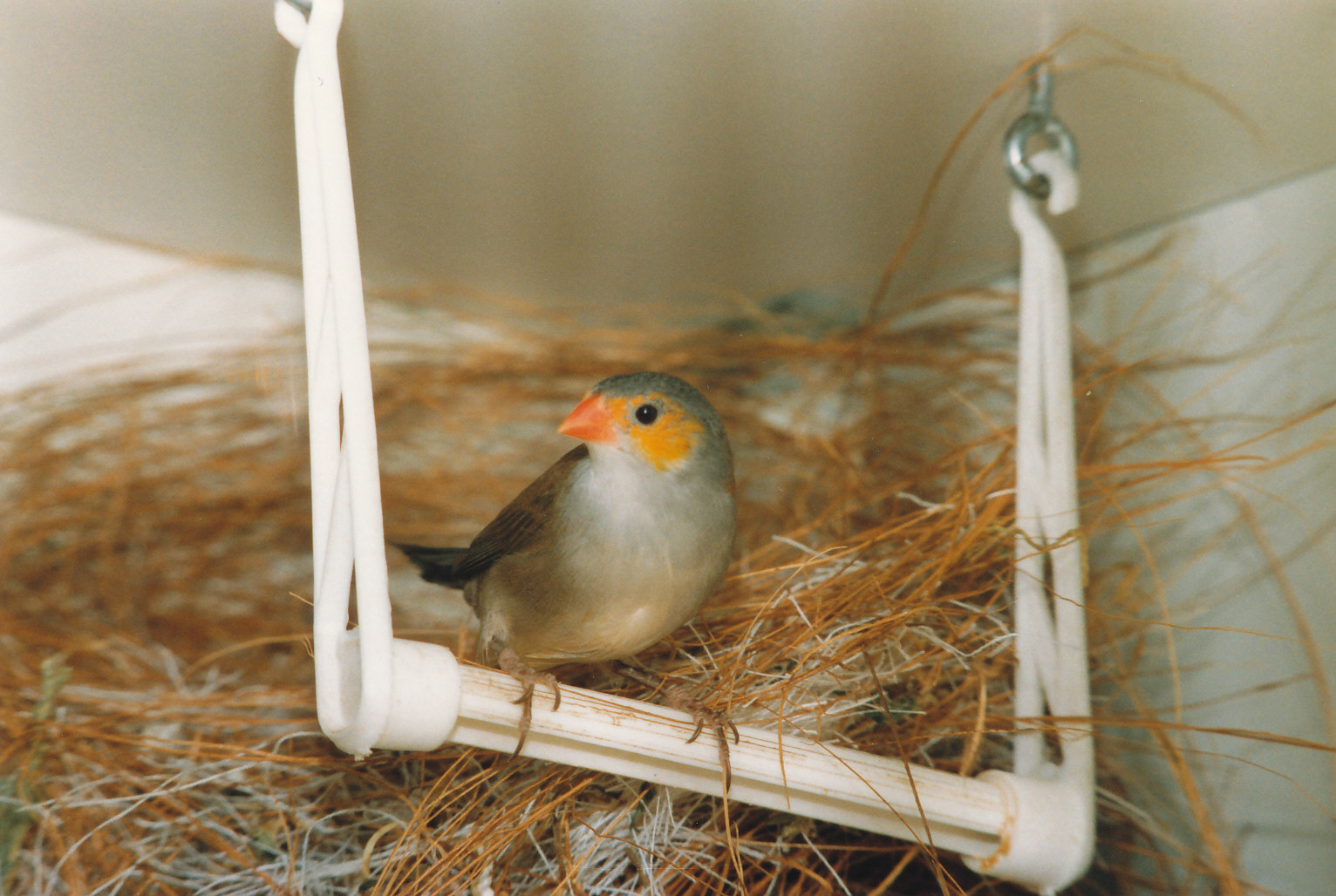
Una femmina nei pressi del nido in cattività.

Il nido viene ubicato preferibilmente al suolo o nei pressi di esso, nel folto dell'erba: esso consiste in una struttura piriforme anche di ragguardevoli dimensioni, munita di un tunnel d'entrata lungo anche una decina di centimetri ed ottenuta intrecciando foglie, steli e spighe d'erba e foderandone l'interno di piume. Anche in questa specie può capitare che le coppie costruiscano al di sopra del nido vero e proprio una seconda struttura più grossolana, che viene generalmente occupata dal maschio e la cui funzione è probabilmente quella di sviare eventuali predatori o intrusi. Ambedue i sessi collaborano alla costruzione del nido, col maschio che si occupa perlopiù di reperire il materiale di costruzione e la femmina che lo intreccia a formare la struttura.
All'interno del nido la femmina depone 5-6 uova di colore bianco, che ambo i sessi provvedono a covare, alternandosi durante il giorno e dormendo assieme nel nido durante la notte, per circa 12 giorni: anche la cura dei piccoli è appannaggio di entrambi i genitori.

I piccoli sono pronti all'involo attorno alle tre settimane dalla schiusa, ma tendono ad allontanarsi definitivamente dai genitori solo attorno al mese e mezzo di vita.
Il guanciarancio subisce il parassitismo di cova da parte della vedova dominicana.

## Distribuzione e habitat
Il guanciarancio è diffuso in un vasto areale che comprende gran parte dell'Africa occidentale e centrale, estendendosi attraverso tutto il Sahel dalla Mauritania al Lago Alberto e a sud fino allo Zambianord-occidentale e alle sponde settentrionali del Lago Tanganica. Questo uccello è stato inoltre introdotto alle Bermuda, a Saipan, a Porto Rico (dove è presente fin dal 1874) e alle Hawaii, dove si è naturalizzato.
Sebbene si tratti di uccelli tendenzialmente stanziali, in alcune zone del proprio areale i guanciarancio possono compiere delle migrazioni stagionali: ad esempio, le popolazioni ghanesi e nigeriane di questi uccelli si spostano verso la costa durante i mesi invernali (dicembre-febbraio) per poi fare ritorno verso l'interno con la stagione delle piogge (marzo-novembre).
L'habitat di questi uccelli è rappresentato dalle aree boschive con presenza di ampie radure erbose, dalle aree cespugliose e dalla foresta secondaria: li si trova anche nei canneti e nelle aree umide, oltre che nei pressi degli insediamenti urbani, come piantagioni, parchi e giardini.

## Tassonomia
Se ne riconoscono due sottospecie:
- Estrilda melpoda melpoda, la sottospecie nominale, diffusa nella stragrande maggioranza dell'areale occupato dalla specie;
- Estrilda melpoda tschadensis Grote, 1922, diffusa in una ristretta area a cavallo fra Ciad, Camerun e Nigeria;

Il nome scientifico della specie, melpoda, deriva dall'unione delle parole greche μέλας (melas, "nero") e πούς (pous, "piede"), col significato di "dai piedi neri".